# Gemaal De Hooge Boezem
Gemaal De Hooge Boezem is een Nederlands stoomgemaal in de Zuid-Hollandse plaats Haastrecht. Het gemaal werd in 1872 gerealiseerd gebouwd om de afwatering van de Lopikerwaard via de Vlist op de Hollandse IJssel te mechaniseren. 
In 1990 raakte het gemaal buiten gebruik toen de afwateringsfunctie werd overgenomen door het gemaal De Keulevaart. Het voormalige gemaal is overgenomen door een stichting, die het gebouw heeft ingericht als museum. De originele machines zijn hierbij behouden gebleven.